# Uwe Haberkorn

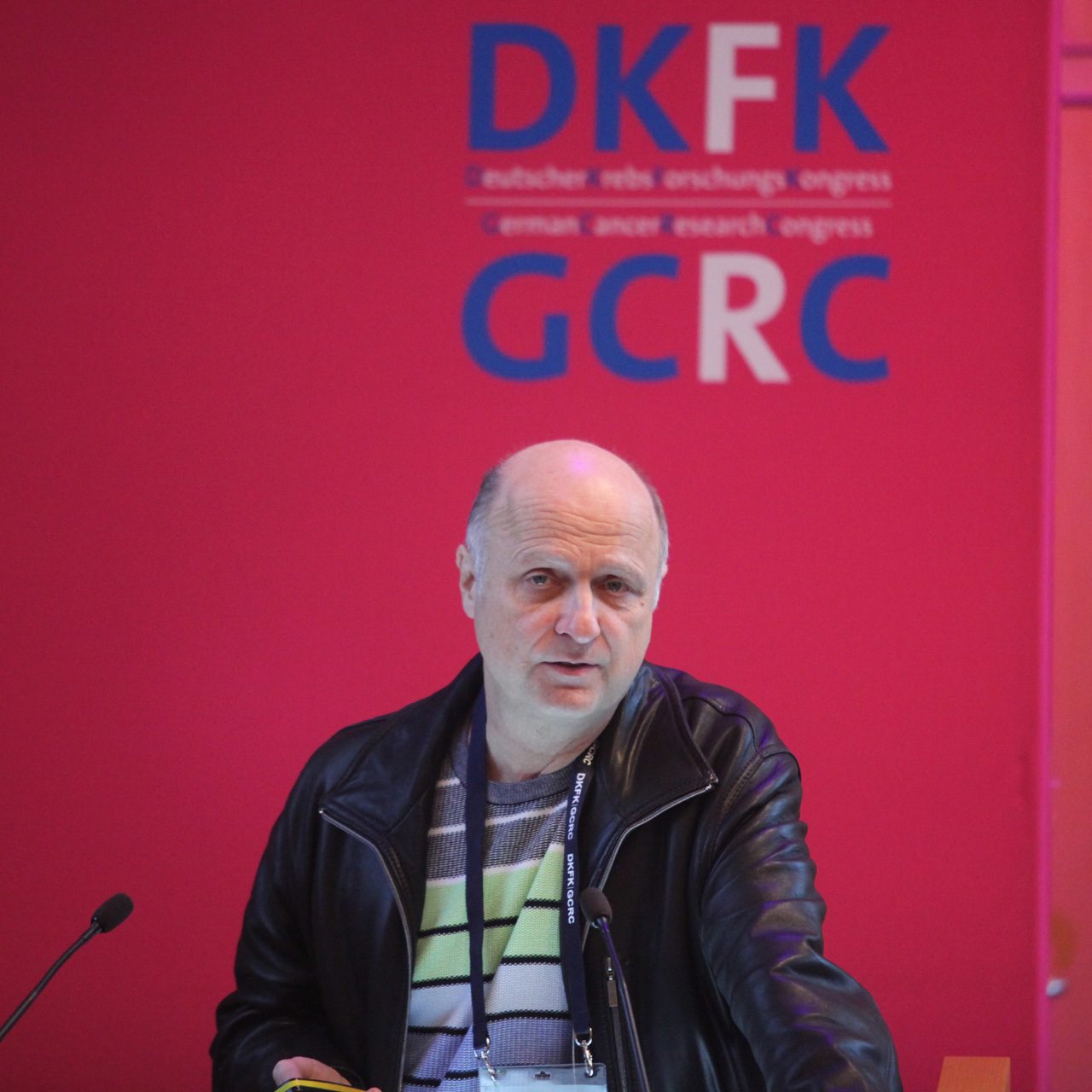
Uwe Haberkorn (2019)

Uwe Haberkorn (* 21. September 1959 in Dossenheim) ist Professor für Nuklearmedizin an der Ruprecht-Karls-Universität Heidelberg.

## Werdegang
Haberkorn besuchte in Dossenheim von 1965 bis 1969 die Grundschule. Danach ging er auf das Bunsen-Gymnasium in Heidelberg, wo er am 10. Mai 1978 sein Abitur machte. Von 1979 bis 1982 studierte er an der Ruprecht-Karls-Universität in Heidelberg Philosophie und Germanistik. Ab 1982 studierte Haberkorn dann an der Marburger Philipps-Universität Humanmedizin. 1984 wechselte er an die Julius-Maximilians-Universität in Würzburg und 1985 nach Heidelberg. 1988 absolvierte er das 3. Staatsexamen. Im gleichen Jahr wurde er über das Thema seiner Dissertation „Korrelation morphometrischer und chemischer Daten mit Ultraschallparametern bei menschlichen Lebern“ zum Dr. med. promoviert. Bis 1998 war wissenschaftlicher Assistent am Deutschen Krebsforschungszentrum (DKFZ) in Heidelberg in der Abteilung Onkologische Diagnostik und Therapie (bei Gerhard van Kaick). Am 4. Juli 1996 wurde Haberkorn habilitiert. Seit 1995 ist er Facharzt für Nuklearmedizin und seit dem 1. April 1998 Professor für Nuklearmedizin an der Universität Heidelberg. Er ist ärztlicher Direktor der Abteilung Nuklearmedizin und Leiter der Klinischen Kooperationseinheit Nuklearmedizin am DKFZ. Im Jahr 2020 wurde Uwe Haberkorn in der Sektion Radiologie als Mitglied in die Nationale Akademie der Wissenschaften Leopoldina aufgenommen.

## Wissenschaftliche Arbeitsschwerpunkte
Haberkorn arbeitet auf dem Gebiet des Gentransfers in maligne Tumoren und an tumoraffinen Peptiden zur Tumordiagnostik und Therapie. Des Weiteren arbeitet er an der nichtinvasiven Darstellung von Apoptose.

## Auszeichnungen
- Mallinckrodt-Preis der Deutschen Gesellschaft für Nuklearmedizin 1996[1]
- 1. Preis für Kontrastmittelforschung von der Deutschen Röntgengesellschaft 1998
- Erwin-Schrödinger-Preis 2018

## Schriften
- Torsten Kuwert, Frank Grünwald, Uwe Haberkorn, Thomas Krause (Hrsg.): Nuklearmedizin. 4. Auflage. Thieme, Stuttgart 2007, ISBN 978-3-13-118504-4.